# 動物園

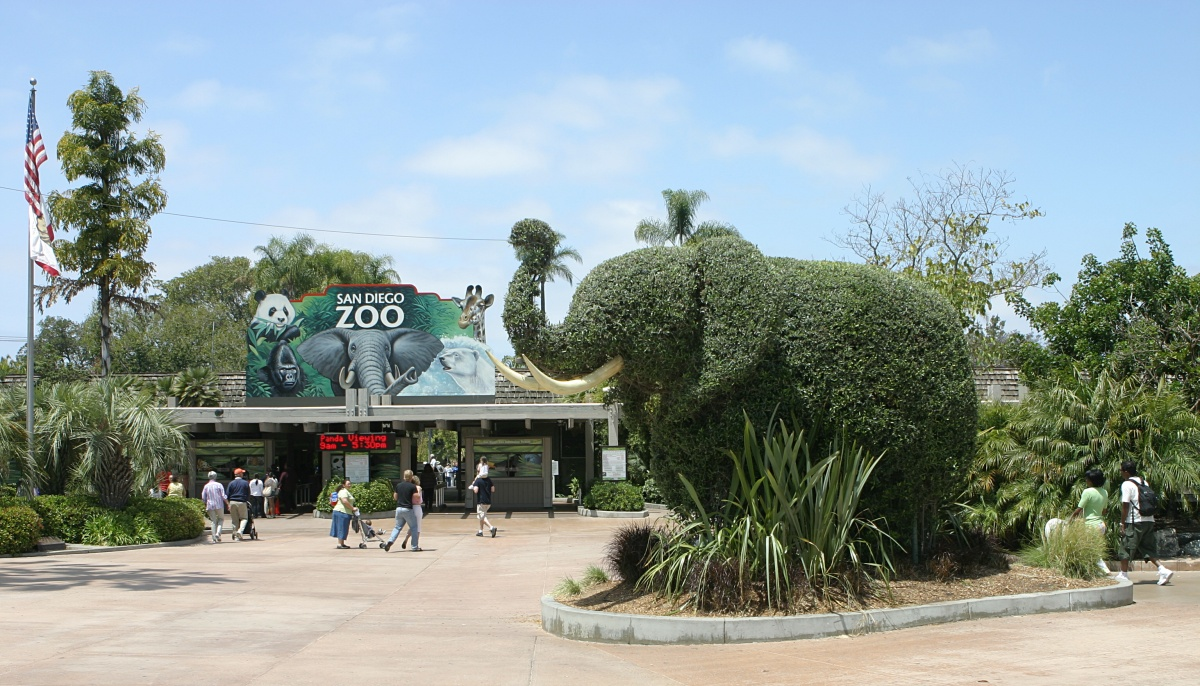
サンディエゴ動物園の入場口

動物園（どうぶつえん）とは、生きた動物を飼育・研究し、一般に公開する施設。一般に陸上の動物を中心として扱うものを指す。水中の動物を中心として扱うものは特に水族館とされ、動物園の特殊な形態としてサファリパークや移動動物園、鳥類園、クマ牧場などがある。
なお、植物園が併設された施設を動植物園（どうしょくぶつえん）ということもある。

## 機能

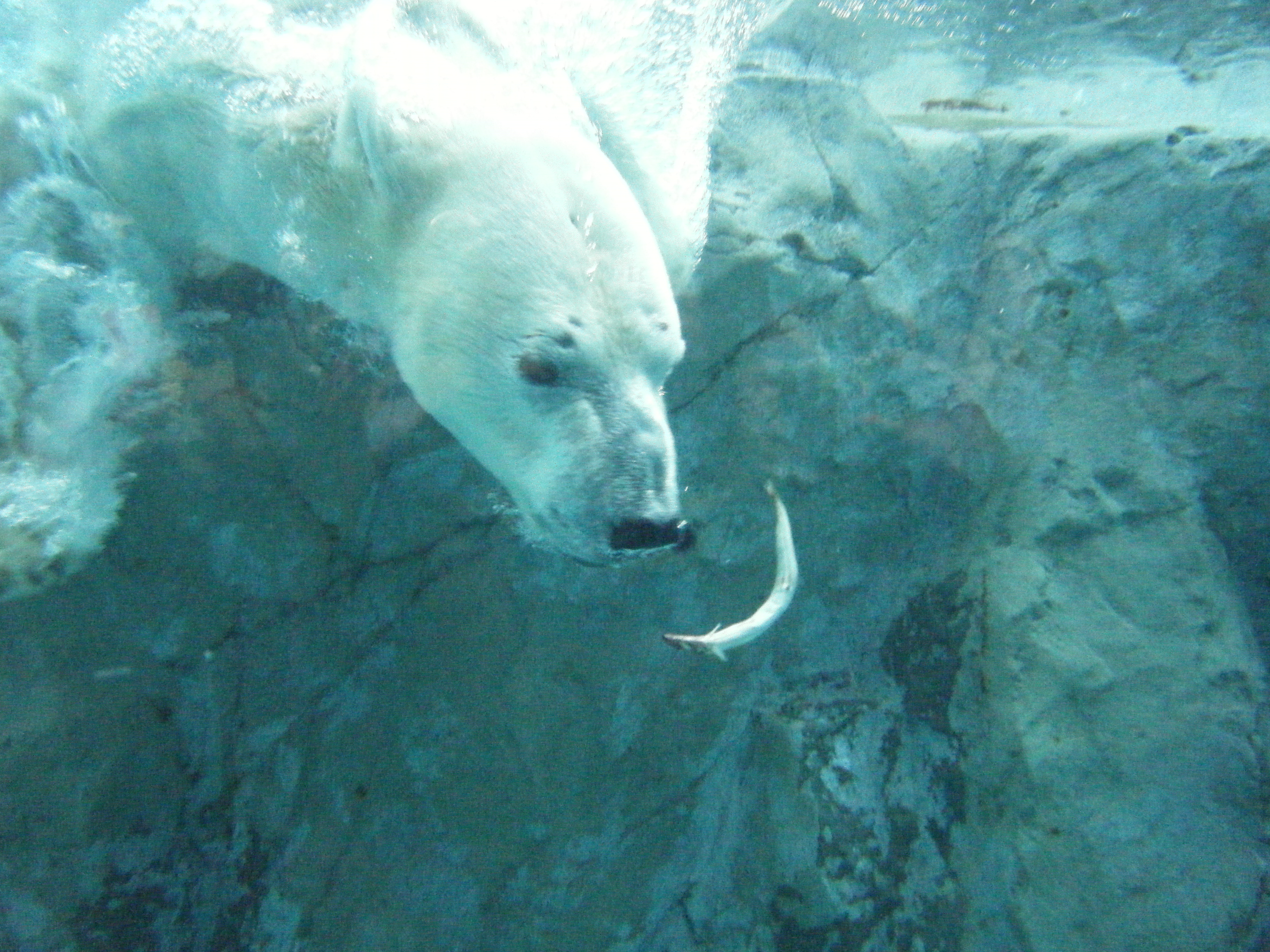
餌の魚を追って水に飛び込んだ瞬間のホッキョクグマ（旭川市旭山動物園）

国際的には動物園には、レクリエーション、教育、種の保存、調査研究の4つの機能があると理解されている。
1. レクリエーション - 動物園は市民が生きた野生生物を直接見られる場所であり、知的好奇心の充足感や非日常空間での開放感を呼び起こす要素ももつ[1]。レクリエーション機能を発揮するためには、展示動物の選択、展示施設の構造と展示方法、利用料金の設定、園内の施設の整備（食堂やトイレ）など総合的な対応が必要となる[1]。
2. 教育（環境教育） - 国際自然保護連合(IUCN)の「世界保全戦略 World Conservation Strategy 1980」では、動物園の担うべき教育上の役割として「野生動物の展示は、丹念に用意された教育計画に基づき、その展示種が生態系の中で果たす役割を理解させるものでなければならない」としている[1]。
3. 種の保存 - 国際自然保護連合(IUCN)、国際連合環境計画(UNEP)、世界自然保護基金(WWF)による「世界環境保全戦略」では「動物園や水族館は、種の保存や遺伝子の多様性の保存、さらには環境学習の面でも貢献できる」との勧告を行っている[1]。
4. 調査研究 - 動物園には多様な生きた野生生物がいて、野生下での観察では得ることができない情報も多い。野生生物に関わる繁殖や行動など学問の発展に寄与している[1]。

しかしながら実際には、動物園を訪れる人の 70% 以上は、保護について何も学んでおらず、動物園の種のうち、保全繁殖プログラムに参加しているのはわずか 3% 、動物園が保全活動に費やしているのは予算の 3% 未満と言うのが実態である。

## 飼育下寿命・健康比較
野生下では、成獣になるまでに外敵に襲われたり、病気などによって死亡するものも多く、成獣になってからでも生息環境や同様な事情によって、最大寿命をまっとうすることができないことが多いが、飼育下動物は野生と比べると長生きである。この身体的想定外の寿命のために、長年の食事で歯がすり減ったことで虫歯になることが稀にある。なぜなら虫歯は糖分で歯のエナメル質がとける病気であり、野生の動物は食事と寿命の関係から虫歯になることはほぼないが、草食動物が食べる草木、肉食動物が食べる生肉には、ほとんど糖分が入っていないからである。

## 歴史

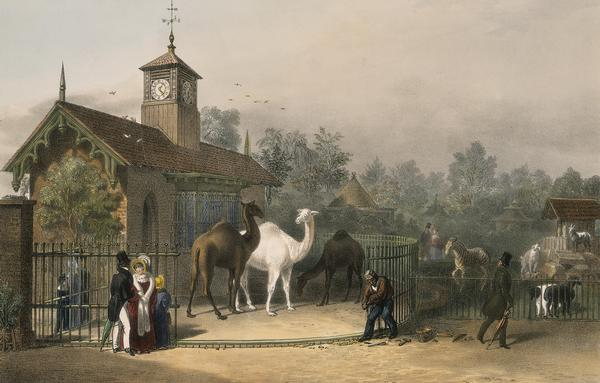
1835年当時のロンドン動物園

紀元前1000年頃のエジプト、インド、中国などには王侯貴族が個人的な興味や娯楽、さらに権力の象徴として動物コレクションをもっていたことが知られている（周の時代の文王が作った霊囿など）。初期のこのような施設は、主に王侯が所有し、政治的に修好関係を結ぶ、あるいは影響下に置いたり植民地として支配した国・地域から珍しい動物を集めてきた私的なものであった。飼育展示施設は上流階級が集めたメナジェリー、見世物小屋から発達した。紀元前9世紀後半のアッシリアのアッシュル・ナツィルパル２世は象・ライオンを飼っていたことが碑文に記されている。エジプトのプトレマイオス２世は征服先から動物を連れ帰ってパレードを行っていたことが伝えられる。異郷の動物を飼うことで国や権力者の富や力を誇示する意味があったとされる。
一般市民と係わりをもつ自然科学の場、教育の場としての動物園は15世紀以降にヨーロッパで生まれたもので、大航海時代に数々の探検から得られた膨大な資料とその研究のための学会の発足など科学的土壌が出来たことが背景にあった。
1752年開設のオーストリアのシェーンブルン動物園は、シェーンブルン宮殿の動物コレクションを一般公開して始まった施設で、世界最古の近代的動物園とされている。フランス革命では、国民の教育のためとしてベルサイユ宮殿に飼われていた諸外国の動物を植物園のエリアを割いて動物園が設けられることになった。
近代の動物園は単なる見世物ではなく、教育・研究施設としての役割を強く持つべきであると考えられている。つまり、生きた動物を生きたまま収蔵する博物館としての性格が強い。最初の科学的動物園であるイギリスのロンドン動物園は1828年にロンドン動物学会の研究資料収集施設として創設されたが、その研究費用調達の方途として同年に一般公開された。動物園は英語では zoological garden(s)（動物学的庭園）というが、これを縮めて zoo と呼ぶこともロンドン動物園から始まった。
1907年、動物商であったドイツのカール・ハーゲンベックがハンブルクに動物を野生のままに展示するような動物園を作った。檻の中に閉じ込めるのではなく、野生の生態のままに観察できるやり方を「ハーゲンベック方式」（無柵放養式展示とも）という。ハーゲンベックが作った動物園がドイツ語で Zoologischer Garten と言ったことから、動物園で英語の正式表記に Zoological Park を採用しているところもいくつかある。

## 動物の展示

### 展示されている動物

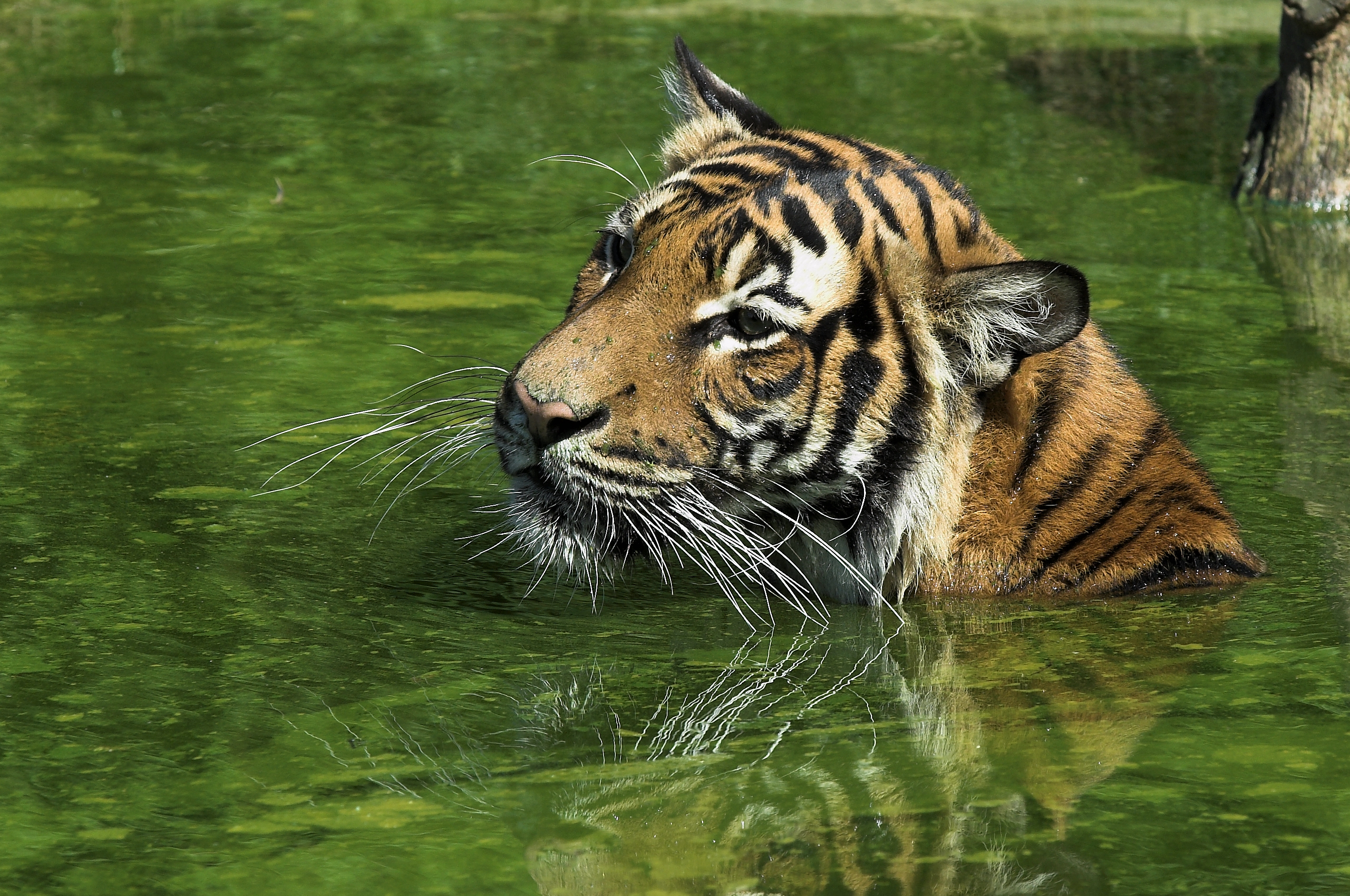
ドルトムント動物園にて、泳ぐトラの様子。

主に、陸上に生息する比較的大型の哺乳類や鳥類といった動物が多い。園によっては、昆虫館や水族館などを併設して、昆虫類や水棲動物（爬虫類、魚類、両生類など）を展示している場合がある。
比較的身近にあるものとしては「こども動物園」として、低年齢の子供を対象にニワトリやアヒル、ウサギ、ヤギ、ヒツジなどの家畜を放し飼いにして動物に触れることのできる小型の施設が多く存在し、大型の施設でも、同様のコーナーを持つ園もある。
また、クマ牧場や北きつね牧場のように単一の人気動物を扱った展示施設もある。

### 展示方法
- 形体展示 - 剥製や標本・絵や写真などで生物を見せる展示。
- 生体展示 - 生きた個体の展示。
- 分類展示（分類学的展示） - 同じ種類の生物をひとまとめにして、見比べることができるようにした展示。
- 地理学展示（地理学的展示） - 同じ地域に生息する生物をひとまとめにして、見比べることができるようにした展示。
- 無柵放養式展示（ハーゲンベック方式・パノラマ展示） - 堀（モート）を使用したモート式展示など、従来の檻や柵などの遮蔽物を使用した展示ではなく、生物を直接観賞出来るようにした展示。
- 単一展示- 同一の種類の生物だけを、同じ施設内で展示すること。
- 混合展示 - 複数の種類の生物を、同じ施設内で展示すること。
- 形態展示 - 生物の身体的特徴を見せるだけの、生物がただ生きているだけの展示。
- 生態展示 - ランドスケープ・イマージョンなどを使用して野生生物の生息環境を再現し、環境エンリッチメントなどを考慮した展示。
- 行動展示（行動学的展示） - その動物の特技や特長などの能力を、自然に誘発させて観賞者に見せるように工夫した展示。

## 各国の動物園

### イギリス
イギリスでは1828年に民間の研究組織である動物学協会によってロンドン動物園が設立され、リチャード・オーウェンやチャールズ・ダーウィンなど多くの研究者が研究に利用するなどセンター的役割を果たしてきた。ロンドン動物園は動物を可能な限り自然に近い状態で展示することをコンセプトとしている。ロンドン動物園では1853年に世界初の水族館となるフィッシュハウスをオープンし、1881年には昆虫飼育施設を公開した。

### ドイツ
ドイツの動物園では1990年代に経営組織の改編が進み、1999年にはチューリッヒ動物園が協会形式から公益株式会社（日本に存在しない会社形態）に移行したほか、1994年にはハノーファー動物園が市立有限会社に移行した。
ドイツでは動物園に水族展示施設や昆虫展示施設を併設していることも多い。ベルリン動物園は1913年に水族館を公開したが、この建物は1階に淡水や海水にすむ生物、2階に両生爬虫類のテラリウム、3階に昆虫の施設を置き、同一施設に水族と両生爬虫類と昆虫をあわせて展示する形態はドイツ語圏の動物園にも普及した。また、ドイツ語圏の動物園ではアスレチックやすべり台などの無料遊具を併設していることも多い。
ドイツ語圏の動物園は社団法人ドイツ動物園連盟（VdZ）を構成し、欧州動物園水族館協会（EAZA）や世界動物園水族館協会（WAZA）を主導する立場にある。社団法人ドイツ動物園連盟 VdZ （Verband der Zoologischen Gärten e.V.）は世界最古の動物園協会とされ、1887年に社団法人ドイツ動物園長連盟 VDZ （Verband Deutscher Zoodirekton e.V.）として創設され（2014年に名称変更）、ドイツのほかスイス、 オーストリアなどの動物園も参加している。このほかにドイツ動物園連盟とは別に比較的小さい動物園が加盟する社団法人ドイツ動物園協会 DTG（Deutsche Tierpark-Gesellschaft e.V.）がある。

### アメリカ
アメリカ合衆国では1865年にセントラルパークの一角に動物園が開設されてはいたが、1874年にできたフィラデルフィア動物園がアメリカ最初の動物園と称されている。アメリカにはトラやライオンなどの保護された動物だけで経営されている公益慈善団体による動物園もある。
米国では動物園、サーカス、観光牧場、一部の動物保護施設などは動物展示業者 （animal exhibitors） とされ、米国農務省（USDA）傘下の動植物検疫局APHIS（Animal and Plant Health Inspection Service）から許可を得る必要があり動物福祉法に基づく査察の対象となる。
アメリカ動物園協会（ZAA）には動物園の認証制度がある。ただし、ZAA認証の動物園には、比較的狭い敷地でトラやライオン、クマなどを飼育する市役所直営の動物園があるなど問題点も指摘されており、ZAA認証の民営動物園には動物保護活動を行う全米人道協会（HSUS）から厳しく批判されている動物園もある。一方、北米を中心とする動物園や水族館で組織される動物園水族館協会AZAには厳しい認証基準があるが、加盟施設は米国農務省（USDA）が認可する動物展示業者の1割にも満たないといわれている。
米国では入園料を無料とし、動物ショーや子供動物園、遊具などを別料金とする動物園が数多く存在する。動物園に水族展示施設や昆虫展示施設を併設していることも多い。
平均して30ha以上の敷地面積を持つ動物園が多く、広大な展示場で多くの動物を飼育し、生息地を再現した展示方法が特徴である。

### 日本
法令上は博物館（場合によっては動物愛護管理法上、「第一種動物取扱業」）の一種とされる。

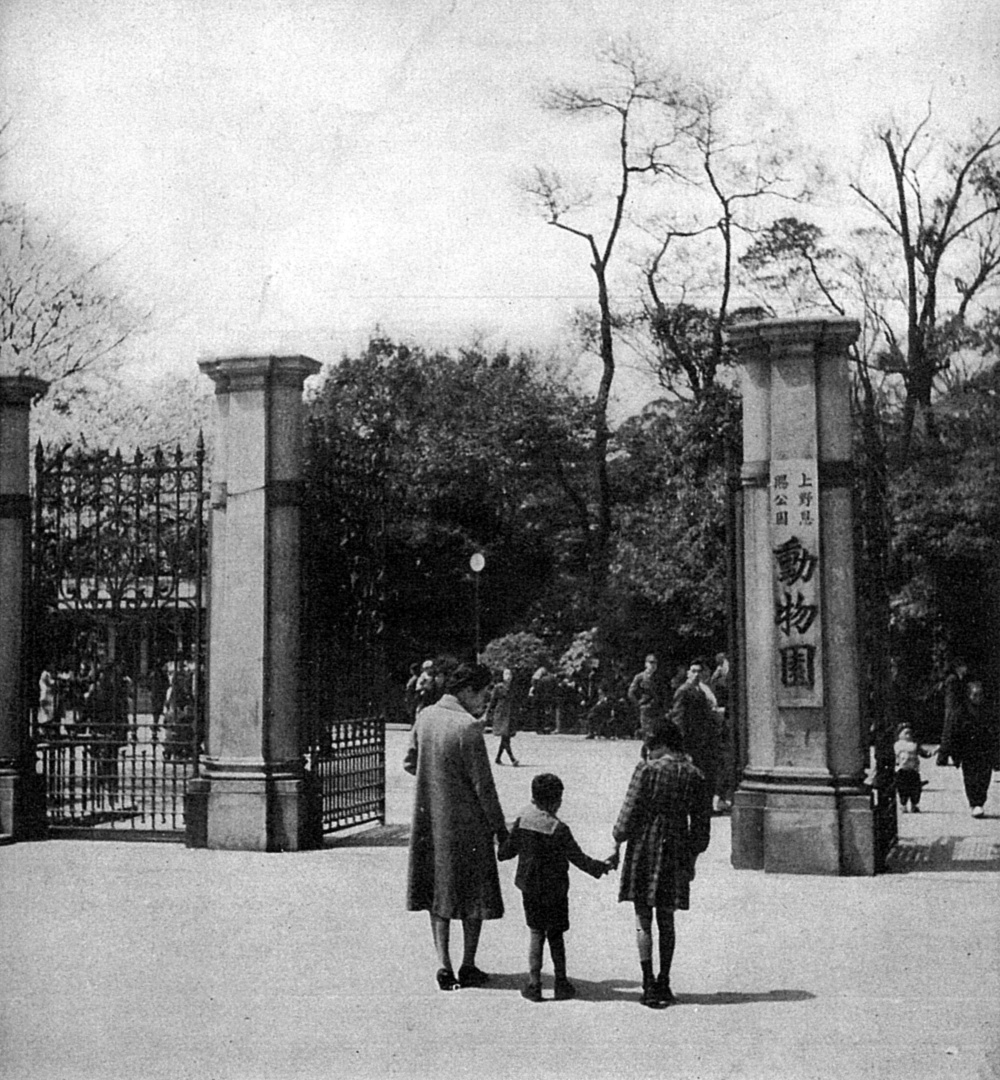
上野動物園正門（1952年）

日本では江戸時代の寛政年間に「孔雀茶屋」「鹿茶屋」など珍しい動物を飼育している施設があったが、主に茶代を利益とする店の宣伝目的であり、動物の収集を目的とするものではなかった。
日本の多くの動物園は20ha以下の敷地面積であることが多い。
日本最初の動物園は恩賜上野動物園で、上野に移転した博物館（後の東京国立博物館）の附属施設として1882年（明治15年）に開園した。これより以前に福澤諭吉が著書の『西洋事情・初編』（1866年（慶応2年））の中で「動物園には生きながら禽獣魚虫を養へり」と紹介している。動物園という呼称はZoological Gardensの訳で、これが初出という説がある（それまでは禽獣園と呼ばれていた）。
その後、全国の各地方都市に動物園が開園したが、太平洋戦争中にはほとんどの動物園が閉鎖状態となり、戦後に徐々に再開されていく。1970年代まで教育施設としても子供連れを中心に親しまれ、またこの頃は移動動物園も多かった。だが1980年代以降は余暇活動の多様化や出生率の低下（少子化）等の理由によって入場者が減り、閉園に至る園も出た。
そうした環境下で行動展示等によって成功した例の一つに旭川市旭山動物園が挙げられている。
動物園の展示動物の餌となる野菜や果物は、農家が流通に乗らない規格外のものを卸す。ササや野草などの人間の食用ではない作物は動物園が専門に利用する業者から取り扱っている。また、来園者から果物や木の実を寄付されるパターンもある。
日本の展示飼育の形態は、長らく人と動物が同じ空間で関わる「直接飼育法」であり、欧米で確立した後述する動物福祉に着目した「準間接飼育法」が採用されるようになるのは、90年代に入ってからである。

## 課題

### 動物福祉
動物園を訪れる人の 80% 以上が、動物は飼育下で幸せに暮らしていると信じる一方、動物園の動物の 90% 以上は、自然な行動をするには小さすぎる囲いの中で暮らしており、動物園の動物の 50% 以上にストレスやうつ病の兆候が見られるという実態がある。
動物園の飼育環境は、動物にとって狭く、ストレスになったり飼育員の取り扱いが不適切であったりするという、動物の権利面からの指摘・批判がある。動物解放を掲げるアニマル・リベレーター・ネットは「収容所」と呼称している。このため、自然環境へのより科学的な理解を深めるとともに、動物福祉の観点から、飼育・展示方法の見直しが進められている。飼育対象の動物が野生で暮らしていた環境（植生や地形の再現、群れる動物の単頭を避ける等）を整備したり、野生での捕獲でなく、なるべく飼育下で繁殖した個体を収集したり、過度の擬人化（服を着せる等）を禁止したり、ライオン等の肉食動物に対して鳥獣を丸ごと与える屠体（とたい）給餌をしたり、ふれあいを廃止したりなどの配慮がされるようになっている。

### 経営難
2016年8月には『Yahoo!ニュース』オリジナル記事として「『動物園』は何のためにあるのか 苦境で問われる存在意義」という見出しの特集記事が組まれ、動物園の経営難について触れられた。その記事によると以下の通りである。
木下直之によると、日本では、高度経済成長期の1950年代から1960年代に多数の動物園が作られた。戦後復興のなかで、地方自治体が子ども向けの娯楽施設として設けたものが多かったという。その流れをくみ、2016年でもおよそ8割が公共施設で、大半は市営である。しかし1990年代以降、レジャーの多様化などで来園者数が伸び悩むようになり、自治体の財政難が深刻化するとともに、動物園は「お荷物」扱いされるようになった。木下はその背景として、多くの自治体で動物園の存在意義が明確ではなかったことを挙げる。
また、自治体職員として動物園に勤務していたことがある帝京科学大学の佐渡友陽一講師は「日本の動物園は入園料が安い」と指摘する。日本の公立の動物園は、一般の大人が500円前後で、高くても1000円以下。それに対して欧米やオーストラリアの動物園は、安くても1000円台で、多くは2000円から3000円だという。佐渡は「日本の動物園もかつては独立採算でしたが(中略)今の動物園は、大雑把に言うと3分の1が受益者負担で、残り3分の2が税金という仕組みです」と解説している。

### その他の課題
- スペースと財政の制約と余剰動物への対処[21][22][23]。
- 事故（大型草食動物による飼育員への危害[24]）。
- 飼育員を殺傷した事故を起こした動物の処遇[25]。
- 経営の問題によって多数の動物が死亡し、死の動物園とよばれたスラバヤ動物園などの例。
- 戦争時の食糧難[26]、洪水などの被災[27]。

## 動物を解放する動き
ヒト以外の動物に権利を認める動きが近年活発になっている。アルゼンチンでは2016年にチンパンジー、2019年にオランウータンを動物園から釈放し、保護区に移すよう命じた。2017年にはコロンビアの最高裁判所が、メガネグマを動物園から釈放して自然保護区への移送を命じた。2022年には、米ニューヨーク州では控訴裁判所が、知能が高いことで有名なアジアゾウの「ハッピー」をブロンクス動物園から釈放すべきかどうかについて、判断を下す予定となっている。